# ナイラ・ディクソン
ナイラ・ディクソン（Ngila Dickson、1958年 - ）は、ニュージーランドの衣裳デザイナーである。ダニーデン生まれ。主にテレビ・映画の衣裳を手がけている。
1997年と1998年にニュージーランド・テレビジョン・アウォーズの「Best Contribution to Design Award」を受賞。また、2004年に『ロード・オブ・ザ・リング/王の帰還』でリチャード・テイラーと共にアカデミー衣裳デザイン賞を受賞している。

## 主な作品

### テレビ
- Hercules: The Legendary Journeys (1995)
- Mysterious Island (1995)
- "Xena: Warrior Princess (1996)

### 映画作品
- 乙女の祈り Heavenly Creatures (1994)
- ロード・オブ・ザ・リング The Lord of the Rings: The Fellowship of the Ring (2001)
- ロード・オブ・ザ・リング/二つの塔 The Lord of the Rings: The Two Towers (2002)
- ラストサムライ The Last Samurai (2003)
- ロード・オブ・ザ・リング/王の帰還 The Lord of the Rings: The Return of the King (2003)
- トレジャー・ハンターズ Without a Paddle (2004)
- 幻影師アイゼンハイム The Illusionist (2006)
- ブラッド・ダイヤモンド Blood Diamond (2006)
- フールズ・ゴールド/カリブ海に沈んだ恋の宝石 Fool's Gold (2008)
- ザ・バンク 堕ちた巨像 The International (2008)
- 阿修羅（英語版） Asura（2018）[1]